# Croix du Mérite militaire (Mecklembourg-Schwerin)
 (juillet 2018).
Si vous disposez d'ouvrages ou d'articles de référence ou si vous connaissez des sites web de qualité traitant du thème abordé ici, merci de compléter l'article en donnant les références utiles à sa vérifiabilité et en les liant à la section « Notes et références ».
Pour les articles homonymes, voir Croix du Mérite militaire.
La croix du Mérite militaire, Militärverdienstkreuz est une décoration instituée par le grand-duc Frédéric-François II le 5 août 1848.

## Activations
Elle fut décernée en récompense aux personnes ayant participé à un conflit :
- 1848-1849 : lors de la première guerre de Schleswig ;
- 1859 : pendant la seconde guerre d'indépendance italienne où se trouvèrent des officiers dans un corps d'observateurs du côté autrichien ;
- 1864 : pour la seconde guerre du Schleswig ;
- 1866 : pour la participation des troupes du duché à la guerre austro-prussienne ;
- 1870 : pour la participation des troupes du duché à la guerre franco-prussienne au sein de la 17e division d'infanterie ;
- 1877 : pendant la guerre russo-turque de 1877-1878 où se trouvèrent des officiers dans un corps d'observateurs du côté russe et roumain ;
- 1900 : pour la guerre des boxers et le massacre des Héréros ;
- le 28 février 1915 : elle fut réactivée et attribuée rétroactivement depuis le début de la Première Guerre mondiale. Elle continua à être portée et attribué après l'abdication de Frédéric-François IV de Mecklembourg-Schwerin sous la république de Weimar ;
- la répression de la révolution allemande de novembre 1918.

## Description
En forme de croix pattée, elle est en bronze doré et porte sur l'avers et en haut une couronne, au centre les initiales « FF » du créateur, en bas la date du conflit ; les versions coloniales n'en ont pas. Son ruban est bleuté avec un liseré jaune et rouge sur les bords, le rouge à l'extérieur.
Au revers, Für Auszeichnung im Kriege pour mérite en temps de guerre, la version de première classe se porte sur la poitrine sans ruban, à même l'uniforme.
La version féminine est portée à partir du 1er mai 1871 par le ruban en boucle.
Les non-combattants eurent un ruban où le bleu et le rouge étaient inversés.